# Sascut-Sat
Sascut-Sat – wieś w Rumunii, w okręgu Bacău, w gminie Sascut. W 2011 roku liczyła 1740 mieszkańców.